# Alphonse Wauters
Pour les articles homonymes, voir Wauters.
Ne doit pas être confondu avec Alphonse-Jules Wauters.
Alphonse Guillaume Ghislain Wauters, né le 13 avril 1817 à Bruxelles et y décédé le 1er mai 1898, est un historien et archiviste belge. Il fut également membre de la Commission provinciale de Statistique du Brabant.

## Biographie
Alphonse Wauters, après des études à l'Athénée de Bruxelles, fit ses débuts à l'Etablissement géographique de Bruxelles de Philippe Vandermaelen situé en réalité à Molenbeek-Saint-Jean. Il y publia son Atlas pittoresque des chemins de fer de la Belgique. Celui-ci contenait 15 cartes ornées de 400 vues.
Alphonse Wauters devient directeur des Archives de la Ville de Bruxelles en 1842,.
Il ne doit pas être confondu avec son neveu Alphonse-Jules Wauters (1845-1916) qui était un professeur d'histoire de l'art.
Il est inhumé au Cimetière de Bruxelles à Evere.

## Distinctions et récompenses
- Lauréat du prix quinquennal d'histoire de 1856[4]
- Chevalier de l'Ordre de Léopold[5] en 1856
- Membre correspondant de l'Académie royale de Belgique en 1862, puis membre de celle-ci à partir de 1868 ;
- Membre de la Commission royale d'histoire à partir de 1869 ;
- Premier président de la Société royale d'archéologie de Bruxelles
- Une rue de Laeken porte son nom.

## Œuvres
- 1839 : Atlas pittoresque des chemins de fer de la Belgique ;
- 1843-1845 : Histoire civile, politique et monumentale de la ville de Bruxelles avec Alexandre Henne ;
- 1844 : Les Délices de la Belgique, J.C. Froment, éditeur ;
- 1850-1857 : Histoire des environs de Bruxelles: ou description historique des localités qui formaient autrefois l'ammanie de cette ville (3 tomes et table alphabétique) ;
- 1856 : L'ancienne abbaye de Villers, Jules Géruzet
- 1862 : Le duc Jean Ier et le Brabant sous le règne de ce prince (1267 - 1294), tome XIII des Mémoires de l'Académie royale de Belgique ;
- 1869 : De l'origine et des premiers développements des Libertés communales en Belgique, dans le Nord de la France, etc.  Preuves.
- 1876-1878 : Les tapisseries bruxelloises. Essai historique sur les tapisseries et les tapissiers de haute et de basse-lice de Bruxelles, in Bulletin des Commissions Royales d’Art et d’Archéologie ;
- 1888 et 1894 : Inventaire des cartulaires et autres registres faisant partie des archives anciennes de la ville ;
- Le Palais de la Ville de Bruxelles à l'Exposition universelle de 1897, livre écrit avec Camille Lemonnier en 1897.
- La Belgique ancienne et moderne, Géographie et histoire des communes belges avec Jules Tarlier (publication inachevée), 1875.
- La Grand'Place de Bruxelles
- Les bois communaux de Chimay
- Le Hainaut pendant la guerre du Comte Jean d'Avesnes[6] contre la ville de Valenciennes (1290-1297)
- Les libertés communales en Belgique (2 volumes), A. N. Lebegue & Cie, Bruxelles et Auguste Ghio, Paris, 1878-1879.